# Transactions of the Cambridge Philosophical Society
Transactions of the Cambridge Philosophical Society (abreviado Trans. Cambridge Philos. Soc.) fue una revista con ilustraciones y descripciones botánicas que fue editada en Londres. Se publicaron 23 números desde 1822 hasta 1928.